# Rue Noël-Ballay
Pour les articles homonymes, voir Noël Ballay et Ballay (homonymie).
La rue Noël-Ballay est une voie du 20e arrondissement de Paris, en France.

## Situation et accès
La rue Noël-Ballay est une voie publique située dans le 20e arrondissement de Paris. Elle débute au 2, boulevard Davout et se termine au 1, rue Louis-Delaporte.

## Origine du nom

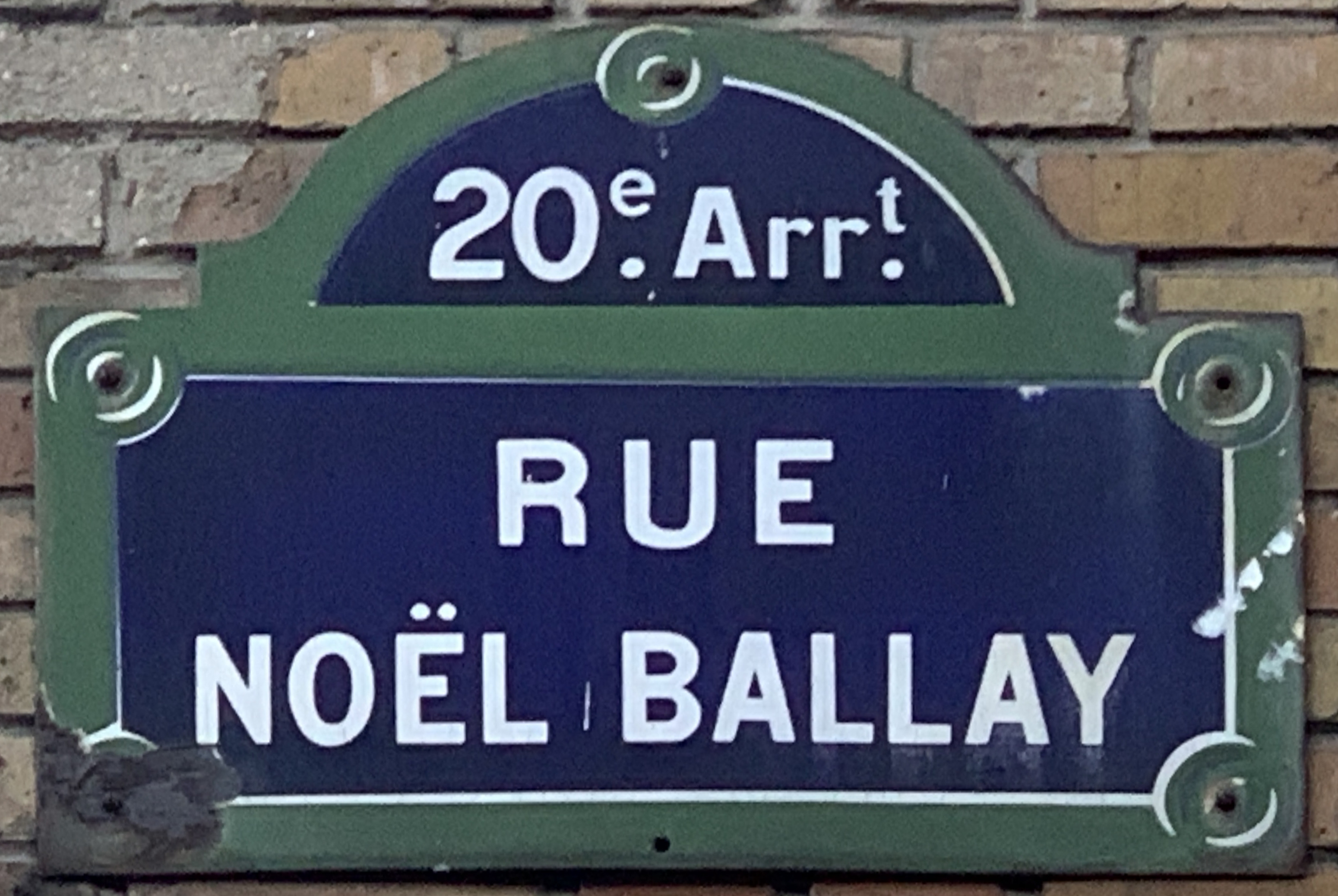
Plaque de la rue.

Cette voie rend honneur à l'explorateur Noël Ballay (1847-1902), qui fut administrateur colonial et gouverneur général de l'Afrique-Occidentale française (AOF).

## Historique
La rue a été ouverte et a pris sa dénomination actuelle par un arrêté du 3 juin 1932 sur l'emplacement du bastion no 10 de l'enceinte de Thiers.
La voie était incluse dans la ZAC Porte-de-Vincennes.